# Барти, Эшли
Э́шли Ба́рти (англ. Ashleigh Barty; род. 24 апреля 1996, Ипсуич, Квинсленд) — австралийская теннисистка; бывшая первая ракетка мира в одиночном разряде; победительница трёх турниров Большого шлема в одиночном разряде (Открытый чемпионат Франции-2019, Уимблдон-2021, Открытый чемпионат Австралии-2022); победительница одного турнира Большого шлема в парном разряде (Открытый чемпионат США-2018); финалистка всех четырёх турниров Большого шлема в парном разряде (Открытый чемпионат Австралии, Уимблдон, Открытый чемпионат США-2013, -2019 и Открытый чемпионат Франции-2017); победительница одного Итогового турнира в одиночном разряде (2019); победительница 27 турниров WTA (из них 15 в одиночном разряде); бронзовый призёр Олимпийских игр 2020 года в миксте.
В юниорах: победительница одного юниорского турнира Большого шлема в одиночном разряде (Уимблдон-2011); бывшая вторая ракетка мира в юниорском рейтинге.
В 2015—2016 гг. профессионально играла в крикет (Twenty20).

## Общая информация
Эшли — одна из трёх дочерей Роберта и Джози Барти; её сестёр зовут Эли и Сара. Отец австралийки — представитель коренной народности нгариго, работник государственной библиотеки Квинсленда, а мать — потомок английских эмигрантов, рентгенолог в одной из больниц Ипсвича.
Уроженка штата Квинсленд пришла в теннис в 5 лет вместе с родителями; любимое покрытие — трава.
Получила премию «Молодая австралийка года» 2020 года.
В ноябре 2021 года Барти объявила о помолвке с профессиональным гольфистом из Австралии Гарри Киссиком, с которым у неё отношения с 2017 года.

## Спортивная карьера

### Начало карьеры

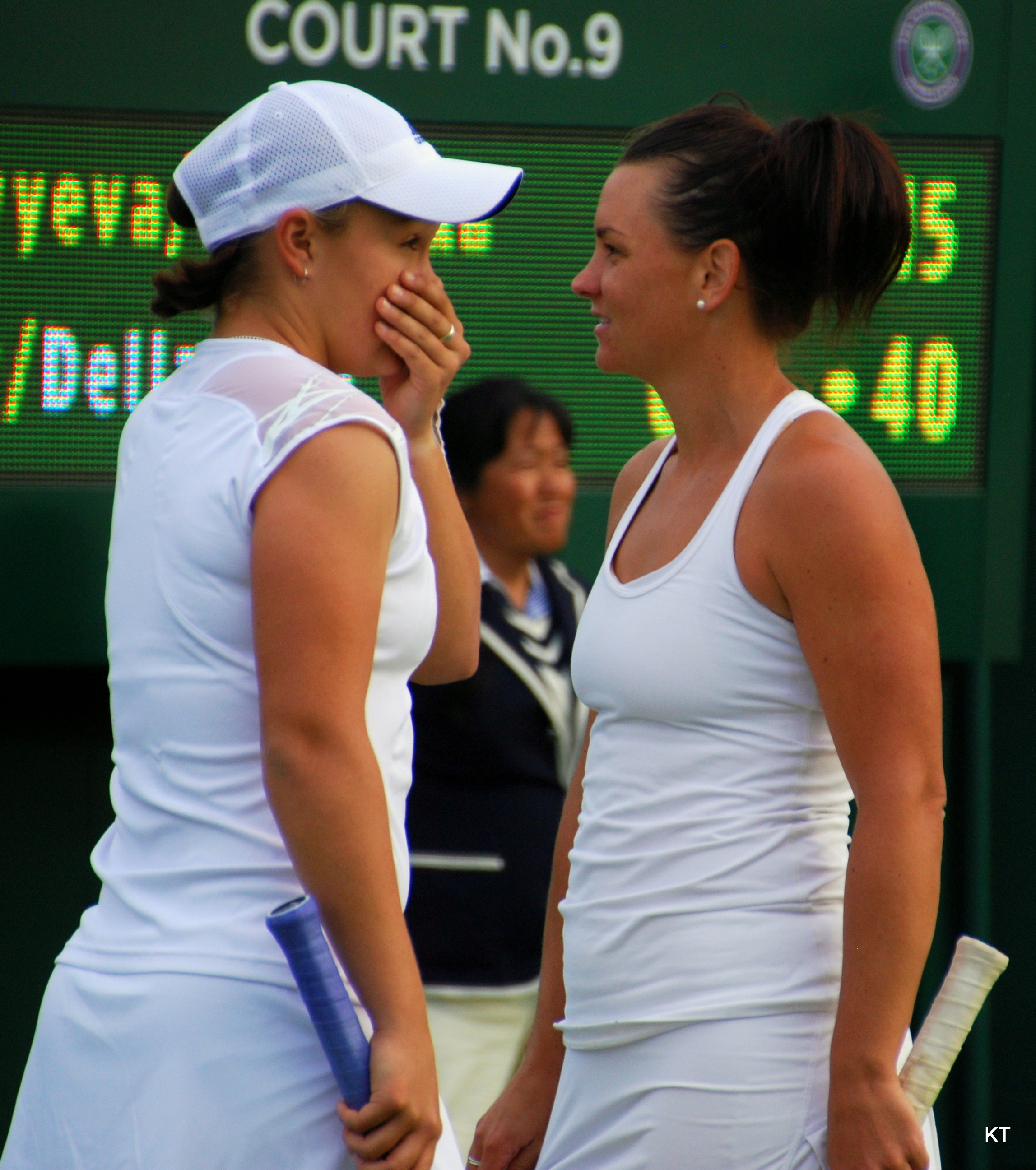
Барти (слева) в паре с Деллакквой на Уимблдоне 2013 года

Высшим достижением Барти на юниорском этапе карьеры стала победа на Уимблдонском турнире среди девушек в 2011 году. В январе 2012 года она дебютировала в WTA-туре, сыграв в парном разряде на турнире в Брисбене, а через неделю и в одиночках на турнире в Хобарте. На первом для себя взрослом турнире серии Большого шлема Открытом чемпионате Австралии в том же месяце Эшли выступила во всех разрядах, получив специальное приглашение. В феврале на 25-тысячнике в Австралии 15-летняя австралийка выиграла дебютный титул на соревнованиях из цикла ITF. В мае она приняла участие в Открытом чемпионате Франции, где в первом раунде сразилась с четвёртой ракеткой мира на тот момент Петрой Квитовой и проиграла ей. В июне Барти сделала победный дубль на 50-тысячнике ITF в Ноттингеме, выиграв в одиночках и парах. Затем она дебютировала на Уимблдонском турнире, где в первом раунде проиграла Роберте Винчи.
В январе 2013 года Барти в партнёрстве с соотечественницей Кейси Деллакква достигла финала Открытого чемпионата Австралии в парном разряде. Они стали первым австралийским дуэтом с 1977 года, достигшим женского парного финала в Австралии. В борьбе за титул Большого шлема они проиграли итальянкам Роберте Винчи и Саре Эррани со счётом 2-6, 6-3, 2-6. В феврале Барти сыграла первый матч в парном разряде за сборную Австралии в рамках розыгрыша Кубка Федерации. В начале марта Эшли вышла в четвертьфинал турнира в Куала-Лумпуре. В мае на Открытом чемпионате Франции она впервые выиграла индивидуальный матч на Большом шлеме и вышла во второй раунд. В июне в дуэте с Деллакква она выиграла первый парный приз WTA на турнире в Бирмингеме. На Уимблдонском турнире Барти и Деллакква смогли выйти во второй в сезоне финал Большого шлема. На этот раз в борьбе за престижный титул они проиграли представительницам Азии: Пэн Шуай и Се Шувэй — 6-7(1), 1-6. На Уимблдоне 2013 года Барти также ещё вышла в 1/4 финала в соревнованиях микста в партнёрстве Джоном Пирсом. В сентябре Барти и Деллакква сыграли третий финал Большого шлема в сезоне. На Открытом чемпионате США они по пути к решающему матчу победили три сеянные пары, а в финале вновь проиграли — на этот раз чешским теннисисткам Андрее Главачковой и Луции Градецкой (7-6(4), 1-6, 4-6). В мировом парном рейтинге по итогам сезона Барти заняла 12-ю строчку.
В мае 2014 года перед Ролан Гаррос Барти и Деллакква выиграли грунтовый турнир в Страсбурге. На Открытом чемпионате Франции и Уимблдонском турнире они прошли в 1/4 финала. На Открытом чемпионате США Барти сыграла в 1/4 финала соревнований в миксте совместно с Джоном Пирсом. В сентябре 2014 года 18-летняя австралийка приняла неожиданное решение сделать перерыв в профессиональной карьере теннисистки. При этом она не уточняла когда именно вернётся в тур.

### 2016—2018 (возвращение на корт, успехи в парном разряде и топ-20 в одиночках)

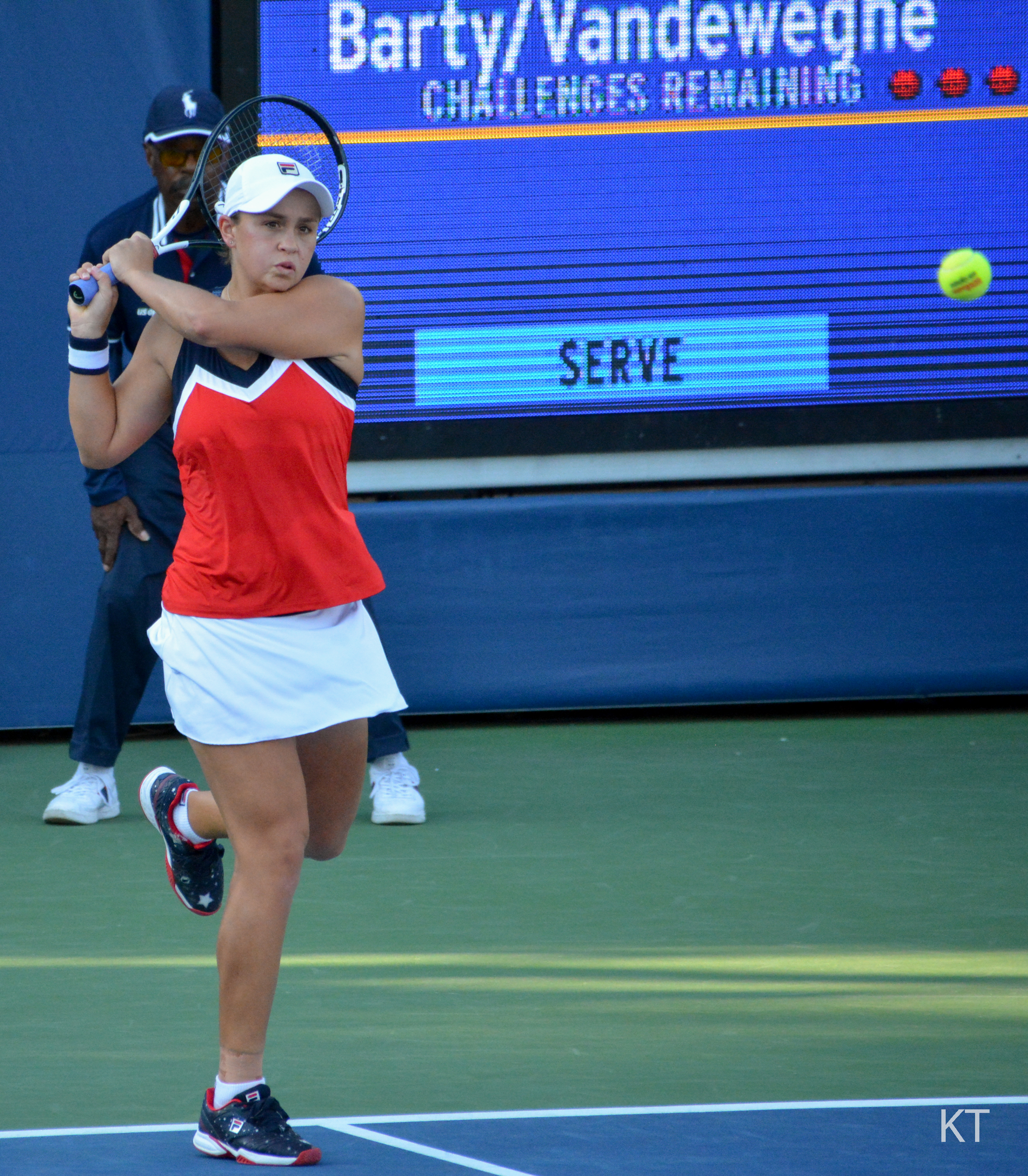
Барти на Открытом чемпионате США 2018 года

В феврале 2016 года стало известно о том, что Барти планирует вернуться в профессиональный теннис. В том же месяце уже на первом после возвращения турнире — 25-тысячнике ITF она победила в парном разряде совместно с Джессикой Мур. В июне через квалификацию Эшли попала на турнир в Ноттингеме и доиграла там до стадии четвертьфинала.
В январе 2017 года на открытом чемпионате Австралии Барти прошла в стадию третьего раунда, а в парном турнире с Кейси Деллакква вышла в четвертьфинал. В начале марта австралийка триумфально выступила на турнире в Куала-Лумпуре. Она смогла победить в одиночных и парных соревнованиях. Титул в одиночном разряде стал для неё дебютным в туре. Барти начала соревнования с квалификации и в финале победила японку Нао Хибино — 6-3, 6-2. Парный успех она разделила с Кейси Деллаквой. После победы в Малайзии Барти впервые в карьере вошла в топ-100 женского одиночного рейтинга. В мае на турнире в Страсбурге она смогла выйти в четвертьфинал, а в парном разряде стала победительницей в паре с Деллаквой. На Открытом чемпионате Франции Барти и Деллаква смогли выйти в финал, где проиграли Бетани Маттек-Сандс и Луции Шафаржовой — 2-6, 1-6. Таким образом, Эшли добилась интересного достижения. К 2017 году она сыграла по разу в парном финале всех четырёх турниров серии Большого шлема, но ни разу не смогла взять титул. При этом во всех финалах её партнёршей была Кейси Деллаква. В июне на травяном турнире в Ноттингеме Барти вышла в четвертьфинал. Затем на турнире в Бирмингеме она вышла в финал, где проиграла Петре Квитовой (6-4, 3-6, 2-6). В парном же разряде Барти и Деллаква смогли стать победительницами турнира. На Уимблдонском турнире Барти и Деллаква смогли доиграть до четвертьфинала.
В августе 2017 года Барти на турнирах серии Премьер 5 в Торонто и Цинциннати дважды смогла попасть в основную сетку через квалификацию и доиграть на этих соревнованиях до третьего раунда. Также в матче второго раунда в Цинциннати она впервые обыграла теннисистку из топ-10 — № 9 в мире на тот момент Винус Уильямс. В конце месяца совместно с Деллаква она вышла в парный финал в Нью-Хейвене. На Открытом чемпионате США Барти прошла в третий раунд. Осенью Барти отлично провела турнир серии Премьер 5 в Ухане. После победы над Кэтрин Беллис, во втором раунде была обыграна № 7 в мире Йоханна Конта. В третьем раунде была выбита из борьбы девятая сеяная Агнешка Радваньская, а в четвертьфинале четвёртая ракетка мира Каролина Плишкова. В полуфинале Барти обыграла третью теннисистку из топ-10 за турнир, разгромив № 10 в мире Елену Остапенко. В финале она имела хорошие шансы выиграть у Каролин Гарсии, но всё-таки проиграла в трёх сетах — 7:6(3), 6:7(4), 2:6. Выступление в Ухане позволило Барти войти в топ-20 одиночного рейтинга. Подъём в рейтинге позволил австралийке сыграть на младшем итоговом турнире — Трофей элиты WTA и прошла в полуфинал. На главном Итоговом турнире WTA Барти и Деллаква сыграли в парном разряде, однако проиграли в первом же матче Кики Бертенс и Юханне Ларссон.
На старте сезона 2018 года Барти сыграла в финале турнира в Сиднее, в котором проиграла более титулованной Анжелике Кербер из Германии — 4:6, 4:6. На Открытом чемпионате Австралии она доиграла до третьего раунда, где уступила Наоми Осаке из Японии. В марте на Премьер-турнире высшей категории в Майами удалось выйти в четвёртый раунд, а в парном разряде ей удалось выиграть главный приз в команде с американкой Коко Вандевеге. Это позволило Эшли подняться на шестую строчку парного рейтинга. В грунтовой части сезона Барти выиграла в парном разряде титул на турнире серии Премьер 5 в Риме в дуэте с Деми Схюрс. В одиночном разряде она вышла в полуфинал турнира в Страсбурге.
В июне 2018 года с началом отрезка сезона на траве Барти выиграла второй одиночный титул WTA в карьере, взяв его на турнире в Ноттингеме. В полуфинале она обыграла Наоми Осаку, а в финале «хозяйку» турнира Йоханну Конта. Турнир в Истборне закончился для Эшли выходом в четвертьфинал. На Уимблдонском турнире она выиграла первые индивидуальные матчи и прошла в третий раунд. В августе на турнире серии Премьер 5 в Монреале Барти смогла пройти в полуфинал, в котором проиграла первой ракетке мира Симоне Халеп. В парном разряде в сотрудничестве с Схюрс ей удалось выиграть титул. На Открытом чемпионате США Барти впервые вышла в четвёртый раунд в одиночном разряде на Больших шлемах. В парном разряде вместе с Коко Вандевеге Эшли выиграла дебютный титул Большого шлема, переиграв в финале пару Тимея Бабош и Кристина Младенович. Таким образом, Барти прервала неудачную серию финалов Большого шлема и с пятой попытки выиграла решающий матч серии в парном разряде.
В сентябре Барти смогла на турнире серии Премьер 5 в Ухане выйти в полуфинал и переиграть в третьем раунде № 3 в мире Анжелику Кербер (7:5, 6:1). Далее она выступила с Вандевеге на Итоговом турнире в Сингапуре в парном разряде, где в полуфинале у них взяла реванш пара Бабош и Младенович. В одиночном разряде она отобралась на второй по значимости итоговый турнир Трофей элиты WTA, который она смогла выиграть. Это принесло 15-е место в одиночном рейтинге сезона, а в парном разряде ей удалось финишировать на седьмом месте.

### 2019 год (титул на Ролан Гаррос и Итоговом турнире, № 1 в мировом теннисе)

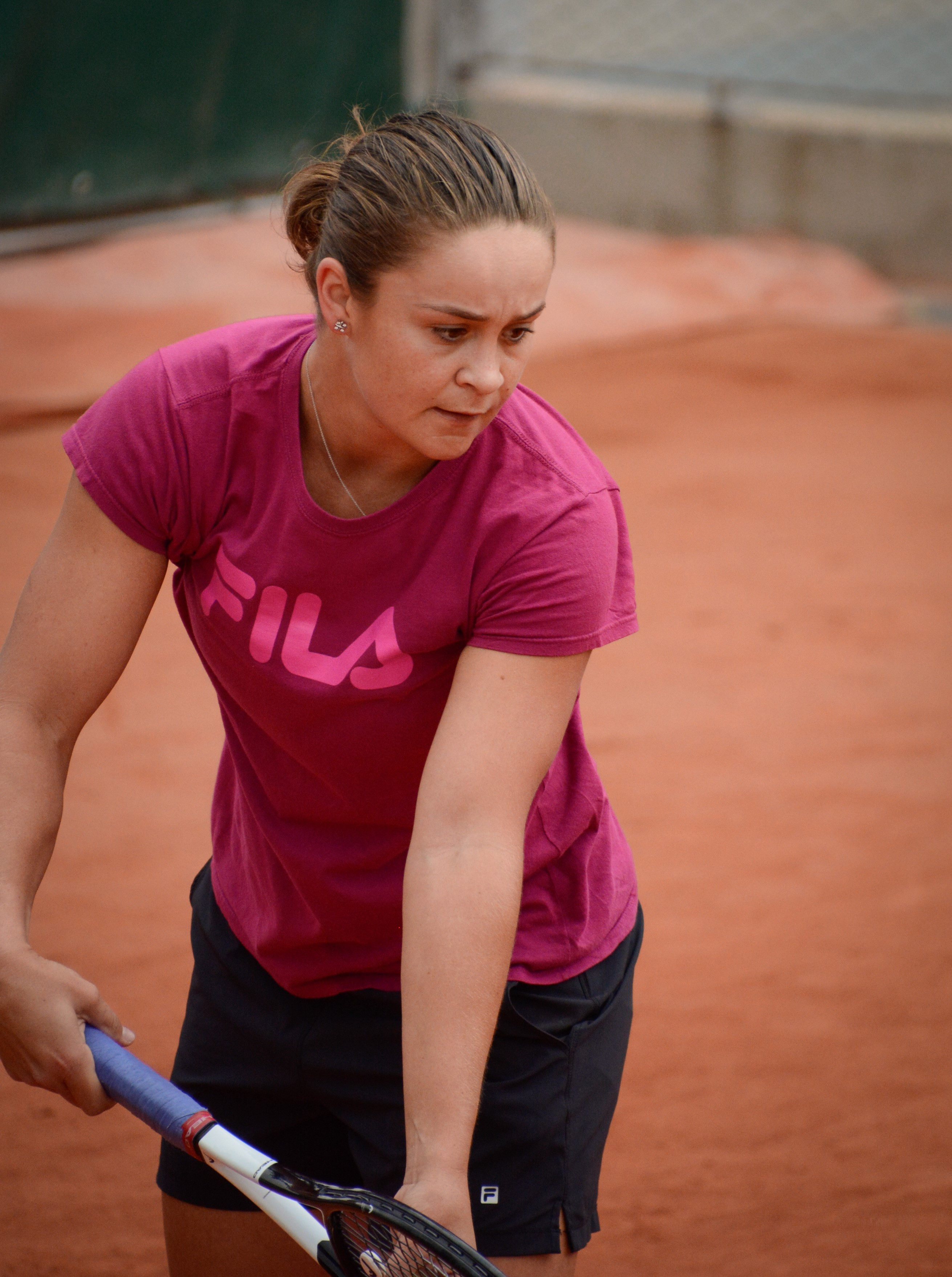
Барти на тренировке во время Ролан Гаррос 2019 года

2019 года стал для Эшли Барти определяющим, она смогла стать лидером мирового тенниса. На старте сезона, как и годом ранее, он сумела дойти до финального матча на турнире в Сиднее. На пути к финалу она смогла обыграть во втором раунде первую ракетку мира Симону Халеп, а в полуфинале в тяжелом матче выиграла № 9 в мире Кики Бертенс. Однако вершина турнира не покорилась, Эшли в решающем матче уступила Петре Квитовой. Менее чем через десять дней Барти вновь пришлось встречаться с Квитовой, но уже на дебютном одиночном четвертьфинале Большого шлема — Открытого чемпионата Австралии. Победа вновь досталась чешской спортсменке в двух сетах 6:1, 6:4. В марте она вышла в четвёртый раунд престижного турнира в Индиан-Уэлсе. На следующем крупном турнире в Майами она смогла стать чемпионкой. На пути к главному призу австралийка обыграла трёх соперниц из топ-10, в том числе в четвертьфинале вторую в мире Петру Квитову, а в финале её соотечественницу и № 7 в мире Каролину Плишкову. После этого Барти впервые поднялась в топ-10 мирового одиночного рейтинга.
Перед Ролан Гаррос 2019 года лучшими результатами Барти стал четвертьфинал Премьер-турнира высшей категории в Мадриде в одиночках и титул в парном разряде на турнире серии Премьер 5 в Риме в альянсе с Викторией Азаренко. В июне Эшли впервые выиграла турнир Большого шлема в одиночном разряде — Ролан Гаррос, победив в финале Маркету Вондроушову в двух сетах. Она стала первой теннисисткой из Австралии с 1973 года (со времён Маргарет Корт), кому удалось выиграть Открытый чемпионат Франции. Также интересный факт, что на пути к победе она сыграла только с одной сеяной теннисисткой и ни одной из топ-10. В рейтинге Барти после своего успеха переместилась с 8-го на 2-е место.
В июне Эшли стала победительницей турнира в Бирмингеме, одолев в финале спортсменку из Германии Юлию Гёргес. Очередной трофей позволил Барти возглавить мировую классификацию. Она стала второй представительницей Австралии в ранге первой ракетки мира в женском теннисе (до этого в 1976 году две недели лидером была Ивонн Гулагонг-Коули). На Уимблдонском турнире Барти продлила выигрышную серию до 15 матчей подряд, однако в четвёртом раунде проиграла Алисон Риск. В августе на турнире в Цинциннати она добралась до полуфинала, куда приехала второй ракеткой мира (на четыре недели её обошла Наоми Осака). Затем на Открытом чемпионате США проиграла в четвёртом раунде китаянке Ван Цян в двух сетах. В парном разряде она сыграла в команде с Викторией Азаренко и они смогли выйти в финал, в котором проиграли Элизе Мертенс и Арине Соболенко — 5:7, 5:7.
Осенний отрезок 2019 года Барти провела на хорошем уровне и в статусе первой ракетки мира. На турнире серии Премьер 5 в Ухане она доиграла до полуфинала. Затем уже на турнире высшей категории в Пекине она смогла выйти в финал, переиграв двух теннисисток из топ-10 (Петру Квитову и Кики Бертенс). В решающем матче она не смогла совладать в трёх сетах с Наоми Осакой. На Итоговом турнире Барти в своей группе обыграла Белинду Бенчич, проиграла Кики Бертенс и в последнем матче вновь победила — Петру Квитову. Австралийская спортсменка прошла в полуфинал с первого места, где сразилась со второй ракеткой мира Каролиной Плишковой и победила — 4:6, 6:2, 6:3. В финале она встретилась с чемпионкой прошлогоднего розыгрыша турнира Элиной Свитолиной и победила со счётом 6:4, 6:3. Барти, взяв титул на Итоговом турнире, сохранила первое место рейтинга по результатам сезона. Весь сезон Барти выступала за сборную в Кубке Федерации и была её лидером. В 1/4 финала против США и в 1/2 финала с Беларусью она приносила решающие очки, выиграв оба личных и один парный матч в обоих противостояниях (обе победы Австралии достались со счётом 3:2). В финале против Франции Барти также представляла Австралию, однако на этот раз допустила осечки. В первом своём матче Эшли в сухую разгромила Каролин Гарсию, однако в следующем неожиданно в трёх сетах проиграла Кристине Младенович. Судьбу Кубка решала парная встреча, в которой Барти играла в дуэте с Самантой Стосур против Гарсии и Младенович. Француженки смогли одержать победу в двух сетах и увезли к себе престижный командный трофей. Австралия не может выиграть Кубок Федерации с 1974 года.

### 2020—2022 (сезоны на вершине, победы на Уимблдоне и в Австралии и завершение карьеры)
На первом в сезоне 2020 года турнире в Брисбене Барти сыграла в партнёрстве с Кики Бертенс в парном финале. На следующем турнире в Аделаиде она взяла одиночный приз, обыграв в финале Даяну Ястремскую из Украины. На Открытом чемпионате Австралии Эшли удалось после победы над Петрой Квитовой выйти в полуфинал. Она была фаворитом в матче с 15-й в мире американкой Софией Кенин, однако проиграла ей в борьбе за выход в финал в двух сетах. В феврале на турнире серии Премьер 5 в Дохе Барти нанесла поражение в четвертьфинале Гарбинье Мугурусе и вышла в полуфинал, в котором в трёх сетах проиграла Петре Квитовой. На этом сезон для Барти был завершён. После паузы в сезоне из-за пандемии коронавирусной инфекции Барти не стала выступать до конца года из-за соображений безопасности, связанной с пандемией и неидеальной формой. Во время паузы первая ракетка мира играла в гольф и смогла выиграть турнир клуба в Брисбене. Рейтинг 2019 года был заморожен, поэтому пропуски турниров не сказались на рейтинге и Барти второй год подряд завершила сезон на первом месте.
После почти года без игровой практики Барти начала выступления в 2021 году с турниров в Австралии. В начале февраля, перед стартом Открытого чемпионата Австралии, Эшли одержала победу на турнире WTA-500 в Мельбурне. В финале она обыграла испанскую теннисистку Гарбинье Мугурусу, а по ходу соревнования сумела обыграть таких теннисисток как Ану Богдан, Марию Боузкову и Шелби Роджерс. На Открытом чемпионате Австралии она дошла до четвертьфинала, однако проиграла 27-й в мире Каролине Муховой. Весной она уверенно выступила на престижном турнире в Майами. Пройдя в первых раундах Кристину Кучову и Елену Остапенко, она в матче за выход в четвертьфинал в трёх сетах переиграла Викторию Азаренко. За выход в полуфинал была обыграна № 8 в мире Арина Соболенко, а в следующем матче № 5 Элина Свитолина. В финале Барти сыграла против № 9 в мире Бьянкой Андрееску. Выиграв первый сет, она повела во втором сете со счётом 4:0 и соперница Эшли была вынуждена сняться с турнира. Для Барти титул в Майами стал десятым в карьере на соревнованиях в Туре в одиночном разряде.
Грунтовую часть сезона 2021 года Барти начала с выхода в четвертьфинал турнира в Чарлстоне. Затем на турнире в Штутгарте ей удался победный дубль, взяв титулы в одиночном и парном разрядах. На пути к победу в одиночках она смогла нанести поражение трём теннисисткам из топ-10 (Плишковой, Свитолиной и в финале Соболенко). В парах победу она разделила со своей партнёршей Дженнифер Брэди. В начале мая на супер-турнире в Мадриде Барти вновь сыграла финал против Арины Соболенко, однако на этот раз проиграла в трёх сетах. Следующий крупный турнир в Риме завершился для Барти отказом из-за травмы в четвертьфинале, а на Ролан Гаррос она не смогла из-за травмы доиграть матч второго раунда против Магды Линетт из Польши.
Барти не участвовала в подготовительных в июне турнирах к Уимблдону. На самом же Большом шлеме на траве ей удалось преодолеть проблемы и выиграть главный титул. Одолев в финале Каролину Плишкову, она стала первой австралийкой с 1980 года (тогда победила Ивонн Гулагонг-Коули), которой удалось стать чемпионкой Уимблдона. Барти неоднозначно сыграла на Олимпийском турнире в Токио. В одиночном разряде она уже в первом раунде проиграла испанке Саре Соррибес. В женской паре она выступила со Сторм Сандерс, но их дуэт не смог преодолеть четвертьфинал. Однако свою медаль Олимпиады ей удалось завоевать в миксте. Здесь она сыграла в команде с Джоном Пирсом и австралийцы получили по итогу турнира бронзовую медаль.
После Олимпиады, в августе 2021 года Барти успешно сыграла на Премьер-турнире в Цинциннати, сумев стать его чемпионкой. В четвертьфинале удалось обыграть действующую чемпионку Ролан Гаррос Барбору Крейчикову, в полуфинале сильную немецкую теннисистку Анжелику Кербер, а в финале швейцарку Джил Тайхман. На Открытом чемпионате США она смогла доиграть только до третьего раунда, в котором проиграла Шелби Роджерс на тай-брейке третьего сета. После этого поражение Барти не играла больше турниров в сезоне, пропустив и Итоговый турнир. Однако это не помешало 25-летней австралийки третий год подряд завершить в статусе первой ракетки мира. Она стала пятой теннисисткой в истории кому это удалось.
Барти хорошо провела старт сезона 2022 года. На турнире в Аделаиде она выиграла одиночный (в финале обыграна Елена Рыбакина) и парный титул (в дуэте со Сторм Сандерс). Открытый чемпионат Австралии Барти провела очень мощно и смогла выиграть третий одиночный титул на Больших шлемах. За весь турнир она не проиграла ни сета, а в финале оказалась сильнее американки Даниэль Коллинз. Впервые с 1978 года, когда побеждала Крис О'Нилл, австралийская теннисистка смогла выиграть домашний Большой шлем. Также Барти стала восьмой теннисисткой в истории, кому удалось выиграть три Больших шлема на разных покрытиях.
23 марта 2022 года объявила о завершении профессиональной карьеры в возрасте 25 лет.. Она решила завершить карьеру в статусе первой ракетки мира и победительницы Открытого чемпионата Австралии.
«Я знаю, что уже делала это, но сейчас ощущения совершенно иные. Я благодарна теннису за всё, что он мне дал, за все мечты, которые воплотил. Но сейчас пришло время отойти и гнаться за другими мечтами».

## Итоговое место в рейтинге WTA по годам
| Год  | Одиночный рейтинг | Парный рейтинг |
| 2021 | 1                 | 102            |
| 2020 | 1                 | 14             |
| 2019 | 1                 | 19             |
| 2018 | 15                | 7              |
| 2017 | 17                | 11             |
| 2016 | 325               | 261            |
| 2014 | 218               | 39             |
| 2013 | 164               | 12             |
| 2012 | 195               | 172            |
| 2011 | 669               |                |
| 2010 | 734               |                |

## Выступления на турнирах

### Финалы турниров Большого шлема в одиночном разряде (3)

#### Победы (3)
| №  | Год  | Турнир                       | Покрытие | Соперница в финале  | Счёт           |
| 1. | 2019 | Открытый чемпионат Франции   | Грунт    | Маркета Вондроушова | 6-1 6-3        |
| 2. | 2021 | Уимблдон                     | Трава    | Каролина Плишкова   | 6-3 6-7(4) 6-3 |
| 3. | 2022 | Открытый чемпионат Австралии | Хард     | Даниэль Коллинз     | 6-3 7-6(2)     |

### Финалы Итоговых турнировWTAв одиночном разряде (2)

#### Победы (2)
| №  | Год  | Турнир           | Покрытие   | Соперница в финале | Счёт    |
| 1. | 2018 | Трофей элиты WTA | Хард (зал) | Ван Цян            | 6-3 6-4 |
| 2. | 2019 | Финал тура WTA   | Хард (зал) | Элина Свитолина    | 6-4 6-3 |

### Финалы турнировWTAв одиночном разряде (21)

#### Победы (15)
| Легенда:                                     |
| -------------------------------------------- |
| Турниры Большого шлема (3+1)*                |
| Итоговый турнир WTA (1)                      |
| Трофей элиты WTA (1)                         |
| Premier Mandatory / WTA 1000 Mandatory (2+1) |
| Premier 5 / WTA 1000 (1+3)                   |
| Premier / WTA 500 (5+3)                      |
| International / WTA 250 (2+4)                |

| Титулы по покрытиям | Титулы по месту проведения матчей турнира |
| ------------------- | ----------------------------------------- |
| Хард (10+5)*        | Зал (2)                                   |
| Грунт (2+5)         | Зал (2)                                   |
| Трава (3+2)         | Открытый воздух (13+12)                   |
| Ковёр (0)           | Открытый воздух (13+12)                   |

* количество побед в одиночном разряде + количество побед в парном разряде.
| №   | Дата            | Турнир                       | Покрытие   | Соперница в финале  | Счёт            |
| 1.  | 5 марта 2017    | Куала-Лумпур, Малайзия       | Хард       | Нао Хибино          | 6-3 6-2         |
| 2.  | 17 июня 2018    | Ноттингем, Великобритания    | Трава      | Йоханна Конта       | 6-3 3-6 6-4     |
| 3.  | 4 ноября 2018   | Трофей элиты WTA             | Хард (зал) | Ван Цян             | 6-3 6-4         |
| 4.  | 30 марта 2019   | Майами, США                  | Хард       | Каролина Плишкова   | 7-6(1) 6-3      |
| 5.  | 8 июня 2019     | Открытый чемпионат Франции   | Грунт      | Маркета Вондроушова | 6-1 6-3         |
| 6.  | 23 июня 2019    | Бирмингем, Великобритания    | Трава      | Юлия Гёргес         | 6-3 7-5         |
| 7.  | 3 ноября 2019   | Финал тура WTA               | Хард (зал) | Элина Свитолина     | 6-4 6-3         |
| 8.  | 18 января 2020  | Аделаида, Австралия          | Хард       | Даяна Ястремская    | 6-2 7-5         |
| 9.  | 7 февраля 2021  | Мельбурн, Австралия          | Хард       | Гарбинье Мугуруса   | 7-6(3) 6-4      |
| 10. | 3 апреля 2021   | Майами, США (2)              | Хард       | Бьянка Андрееску    | 6-3 4-0 — отказ |
| 11. | 25 апреля 2021  | Штутгарт, Германия           | Грунт      | Арина Соболенко     | 3-6 6-0 6-3     |
| 12. | 10 июля 2021    | Уимблдон                     | Трава      | Каролина Плишкова   | 6-3 6-7(4) 6-3  |
| 13. | 22 августа 2021 | Цинциннати, США              | Хард       | Джил Тайхман        | 6-3 6-1         |
| 14. | 9 января 2022   | Аделаида (I), Австралия (2)  | Хард       | Елена Рыбакина      | 6-3 6-2         |
| 15. | 29 января 2022  | Открытый чемпионат Австралии | Хард       | Даниэль Коллинз     | 6-3 7-6(2)      |

#### Поражения (6)
| №  | Дата             | Турнир                    | Покрытие | Соперница в финале | Счёт              |
| 1. | 25 июня 2017     | Бирмингем, Великобритания | Трава    | Петра Квитова      | 6-4 3-6 2-6       |
| 2. | 30 сентября 2017 | Ухань, Китай              | Хард     | Каролин Гарсия     | 7-6(3) 6-7(4) 2-6 |
| 3. | 13 января 2018   | Сидней, Австралия         | Хард     | Анжелика Кербер    | 4-6 4-6           |
| 4. | 12 января 2019   | Сидней, Австралия (2)     | Хард     | Петра Квитова      | 6-1 5-7 6-7(3)    |
| 5. | 6 октября 2019   | Пекин, Китай              | Хард     | Наоми Осака        | 6-3 3-6 2-6       |
| 6. | 8 мая 2021       | Мадрид, Испания           | Грунт    | Арина Соболенко    | 0-6 6-3 4-6       |

### Финалы турнировITFв одиночном разряде (6)

#### Победы (4)
| Легенда:         |
| ---------------- |
| 100.000 USD (0)* |
| 75.000 USD (0+1) |
| 50.000 USD (1+1) |
| 25.000 USD (3+7) |
| 10.000 USD (0)   |

| Титулы по покрытиям | Титулы по месту проведения матчей турнира |
| ------------------- | ----------------------------------------- |
| Хард (2+3)*         | Зал (0+1)                                 |
| Грунт (0+4)         | Зал (0+1)                                 |
| Трава (2+1)         | Открытый воздух (4+8)                     |
| Ковёр (0+1)         | Открытый воздух (4+8)                     |

* количество побед в одиночном разряде + количество побед в парном разряде.
| №  | Дата            | Турнир                    | Покрытие | Соперница в финале | Счёт       |
| 1. | 19 февраля 2012 | Сидней, Австралия         | Хард     | Оливия Роговска    | 6-1 6-3    |
| 2. | 26 февраля 2012 | Милдьюра, Австралия       | Трава    | Виктория Раичич    | 6-1 7-6(8) |
| 3. | 17 июня 2012    | Ноттингем, Великобритания | Трава    | Татьяна Малек      | 6-1 6-1    |
| 4. | 28 октября 2012 | Траралгон, Австралия      | Хард     | Арина Родионова    | 6-2 6-3    |

#### Поражения (2)
| №  | Дата           | Турнир              | Покрытие | Соперница в финале | Счёт       |
| 1. | 25 марта 2012  | Ипсвич, Австралия   | Грунт    | Сандра Заневская   | 6-7(5) 1-6 |
| 2. | 7 октября 2012 | Эсперанс, Австралия | Хард     | Оливия Роговска    | 0-6 3-6    |

### Финалы турниров Большого шлема в парном разряде (6)

#### Победы (1)
| №  | Год  | Турнир                 | Покрытие | Партнёр        | Соперницы в финале              | Счёт              |
| 1. | 2018 | Открытый чемпионат США | Хард     | Коко Вандевеге | Тимея Бабош Кристина Младенович | 3-6 7-6(2) 7-6(6) |

#### Поражения (5)
| №  | Год  | Турнир                       | Покрытие | Партнёр           | Соперницы в финале                  | Счёт           |
| 1. | 2013 | Открытый чемпионат Австралии | Хард     | Кейси Деллакква   | Роберта Винчи Сара Эррани           | 2-6 6-3 2-6    |
| 2. | 2013 | Уимблдон                     | Трава    | Кейси Деллакква   | Пэн Шуай Се Шувэй                   | 6-7(1) 1-6     |
| 3. | 2013 | Открытый чемпионат США       | Хард     | Кейси Деллакква   | Андреа Главачкова Луция Градецкая   | 7-6(4) 1-6 4-6 |
| 4. | 2017 | Открытый чемпионат Франции   | Грунт    | Кейси Деллакква   | Бетани Маттек-Сандс Луция Шафаржова | 2-6 1-6        |
| 5. | 2019 | Открытый чемпионат США (2)   | Хард     | Виктория Азаренко | Элизе Мертенс Арина Соболенко       | 5-7 5-7        |

### Финалы турнировWTAв парном разряде (21)

#### Победы (12)
| №   | Дата            | Турнир                        | Покрытие | Партнёрша         | Соперницы в финале                         | Счёт              |
| 1.  | 16 июня 2013    | Бирмингем, Великобритания     | Трава    | Кейси Деллакква   | Кара Блэк Марина Эракович                  | 7-5 6-4           |
| 2.  | 24 мая 2014     | Страсбург, Франция            | Грунт    | Кейси Деллакква   | Татьяна Буа Даниэла Сегель                 | 4-6 7-5 [10-4]    |
| 3.  | 5 марта 2017    | Куала-Лумпур, Малайзия        | Хард     | Кейси Деллакква   | Николь Мелихар Макото Ниномия              | 7-6(5) 6-3        |
| 4.  | 27 мая 2017     | Страсбург, Франция (2)        | Грунт    | Кейси Деллакква   | Чжань Хаоцин Чжань Юнжань                  | 6-4 6-2           |
| 5.  | 25 июня 2017    | Бирмингем, Великобритания (2) | Трава    | Кейси Деллакква   | Чжан Шуай Чжань Хаоцин                     | 6-1 2-6 [10-8]    |
| 6.  | 1 апреля 2018   | Майами, США                   | Хард     | Коко Вандевеге    | Барбора Крейчикова Катерина Синякова       | 6-2 6-1           |
| 7.  | 20 мая 2018     | Рим, Италия                   | Грунт    | Деми Схюрс        | Андреа Сестини Главачкова Барбора Стрыцова | 6-3 6-4           |
| 8.  | 12 августа 2018 | Монреаль, Канада              | Хард     | Деми Схюрс        | Екатерина Макарова Латиша Чан              | 4-6 6-3 [10-8]    |
| 9.  | 9 сентября 2018 | Открытый чемпионат США        | Хард     | Коко Вандевеге    | Тимея Бабош Кристина Младенович            | 3-6 7-6(2) 7-6(6) |
| 10. | 19 мая 2019     | Рим, Италия (2)               | Грунт    | Виктория Азаренко | Анна-Лена Грёнефельд Деми Схюрс            | 4-6 6-0 [10-3]    |
| 11. | 25 апреля 2021  | Штутгарт, Германия            | Грунт    | Дженнифер Брэди   | Дезире Кравчик Бетани Маттек-Сандс         | 6-4 5-7 [10-5]    |
| 12. | 9 января 2022   | Аделаида (I), Австралия       | Хард     | Сторм Сандерс     | Андрея Клепач Дарья Юрак Шрайбер           | 6-1 6-4           |

#### Поражения (9)
| №  | Дата            | Турнир                       | Покрытие | Партнёрша         | Соперницы в финале                  | Счёт              |
| 1. | 25 января 2013  | Открытый чемпионат Австралии | Хард     | Кейси Деллакква   | Роберта Винчи Сара Эррани           | 2-6 6-3 2-6       |
| 2. | 6 июля 2013     | Уимблдон                     | Трава    | Кейси Деллакква   | Пэн Шуай Се Шувэй                   | 6-7(1) 1-6        |
| 3. | 8 сентября 2013 | Открытый чемпионат США       | Хард     | Кейси Деллакква   | Андреа Главачкова Луция Градецкая   | 7-6(4) 1-6 4-6    |
| 4. | 15 июня 2014    | Бирмингем, Великобритания    | Трава    | Кейси Деллакква   | Ракель Копс-Джонс Абигейл Спирс     | 6-7(1) 1-6        |
| 5. | 11 июня 2017    | Открытый чемпионат Франции   | Грунт    | Кейси Деллакква   | Бетани Маттек-Сандс Луция Шафаржова | 2-6 1-6           |
| 6. | 1 июля 2017     | Истборн, Великобритания      | Трава    | Кейси Деллакква   | Мартина Хингис Чжань Юнжань         | 3-6 5-7           |
| 7. | 26 августа 2017 | Нью-Хейвен, США              | Хард     | Кейси Деллакква   | Габриэла Дабровски Сюй Ифань        | 6-3 3-6 [8-10]    |
| 8. | 8 сентября 2019 | Открытый чемпионат США (2)   | Хард     | Виктория Азаренко | Элизе Мертенс Арина Соболенко       | 5-7 5-7           |
| 9. | 12 января 2020  | Брисбен, Австралия           | Хард     | Кики Бертенс      | Се Шувэй Барбора Стрыцова           | 6-3 6-7(7) [8-10] |

### Финалы турнировITFв парном разряде (11)

#### Победы (9)
| №  | Дата            | Турнир                    | Покрытие    | Партнёрша       | Соперницы в финале                      | Счёт              |
| 1. | 17 июня 2012    | Ноттингем, Великобритания | Трава       | Салли Пирс      | Мария Жуан Кёлер Река-Луца Яни          | 7-6(2) 3-6 [10-5] |
| 2. | 7 октября 2012  | Эсперанс, Австралия       | Хард        | Салли Пирс      | Виктория Ларрьер Оливия Роговска        | 4-6 7-6(5) [10-4] |
| 3. | 3 ноября 2012   | Бендиго, Австралия        | Хард        | Салли Пирс      | Кара Блэк Арина Родионова               | 7-6(12) 7-6(5)    |
| 4. | 25 ноября 2012  | Тоёта, Япония             | Ковёр (зал) | Кейси Деллакква | Варатчая Вонгтинчай Мики Миямура        | 6-1 6-2           |
| 5. | 24 марта 2013   | Иннисбрук, США            | Грунт       | Ализе Лим       | Паула Кристина Гонсалвес Мария Иригойен | 6-1 6-3           |
| 6. | 14 апреля 2013  | Пелем, США                | Грунт       | Арина Родионова | Као Шаоюань Ли Хуачжэнь                 | 6-4 6-2           |
| 7. | 14 февраля 2016 | Перт, Австралия           | Хард        | Джессика Мур    | Элисон Бэй Эбби Майерс                  | 3-6 6-4 [10-8]    |
| 8. | 20 марта 2016   | Канберра, Австралия       | Грунт       | Арина Родионова | Варатчая Вонгтинчай Канаэ Хисами        | 6-4 6-2           |
| 9. | 27 марта 2016   | Канберра, Австралия       | Грунт       | Арина Родионова | Мию Като Эри Ходзуми                    | 5-7 6-3 [10-7]    |

#### Поражения (2)
| №  | Дата            | Турнир               | Покрытие | Партнёрша       | Соперницы в финале        | Счёт              |
| 1. | 28 октября 2012 | Траралгон, Австралия | Хард     | Салли Пирс      | Кара Блэк Арина Родионова | 6-2 6-7(4) [8-10] |
| 2. | 28 февраля 2016 | Порт-Пири, Австралия | Хард     | Кейси Деллакква | Ли Ясюань Рико Саваянаги  | 4-6 5-7           |

### Финалы командных турниров (1)

#### Поражения (1)
| №  | Год  | Турнир          | Команда                                   | Соперник в финале                           | Счёт |
| 1. | 2019 | Кубок Федерации | Австралия Э.Барти, С.Стосур, А.Томлянович | Франция К.Гарсия, К.Младенович, П.Парментье | 2-3  |

## История выступлений на турнирах
| Турнир                       | 2011  | 2012          | 2013          | 2014          | 2016  | 2017          | 2018          | 2019          | 2020          | 2021          | 2022  | Итог   | В/П за карьеру |
| ---------------------------- | ----- | ------------- | ------------- | ------------- | ----- | ------------- | ------------- | ------------- | ------------- | ------------- | ----- | ------ | -------------- |
| Турниры Большого шлема       |       |               |               |               |       |               |               |               |               |               |       |        |                |
| Открытый чемпионат Австралии | -     | 1Р            | 1Р            | 1Р            | -     | 3Р            | 3Р            | 1/4           | 1/2           | 1/4           | П     | 1 / 9  | 24-8           |
| Открытый чемпионат Франции   | -     | 1Р            | 2Р            | 1Р            | -     | 1Р            | 2Р            | П             | -             | 2Р            | -     | 1 / 7  | 10-6           |
| Уимблдонский турнир          | -     | 1Р            | К             | К             | К     | 1Р            | 3Р            | 4Р            | НП            | П             | -     | 1 / 5  | 12-4           |
| Открытый чемпионат США       | К     | -             | 2Р            | 1Р            | -     | 3Р            | 4Р            | 4Р            | -             | 3Р            | -     | 0 / 6  | 11-6           |
| Итог                         | 0 / 0 | 0 / 3         | 0 / 3         | 0 / 3         | 0 / 0 | 0 / 4         | 0 / 4         | 1 / 4         | 0 / 1         | 1 / 4         | 1 / 1 | 3 / 27 |                |
| В/П в сезоне                 | 0-0   | 0-3           | 2-3           | 0-3           | 0-0   | 4-4           | 8-4           | 17-3          | 5-1           | 14-3          | 7-0   |        | 57-24          |
| Итоговые турниры             |       |               |               |               |       |               |               |               |               |               |       |        |                |
| Итоговый турнир WTA          | -     | -             | -             | -             | -     | -             | -             | П             | НП            | -             | -     | 1 / 1  | 4-1            |
| Трофей элиты WTA             | НП    | -             | -             | -             | -     | 1/2           | П             | -             | Не проводился | Не проводился | -     | 1 / 2  | 5-2            |
| Олимпийские игры             |       |               |               |               |       |               |               |               |               |               |       |        |                |
| Летняя олимпиада             | -     | Не проводился | Не проводился | Не проводился | -     | Не проводился | Не проводился | Не проводился | Не проводился | 1Р            | НП    | 0 / 1  | 0-1            |

К — проигрыш в квалификационном турнире.
| Турниры Большого шлема       |       |               |               |       |               |               |               |               |       |        |       |
| Открытый чемпионат Австралии | 1Р    | Ф             | 2Р            | -     | 1/4           | 2Р            | 2Р            | 2Р            | 2Р    | 0 / 8  | 13-6  |
| Открытый чемпионат Франции   | -     | 1Р            | 1/4           | -     | Ф             | 1Р            | 3Р            | -             | -     | 0 / 5  | 10-5  |
| Уимблдонский турнир          | -     | Ф             | 1/4           | 1Р    | 1/4           | -             | 3Р            | НП            | -     | 0 / 5  | 13-4  |
| Открытый чемпионат США       | -     | Ф             | 1Р            | -     | 2Р            | П             | Ф             | -             | -     | 1 / 5  | 17-4  |
| Итог                         | 0 / 1 | 0 / 4         | 0 / 4         | 0 / 1 | 0 / 4         | 1 / 3         | 0 / 4         | 0 / 1         | 0 / 1 | 1 / 23 |       |
| В/П в сезоне                 | 0-1   | 15-4          | 7-4           | 0-1   | 12-4          | 7-2           | 10-2          | 1-1           | 1-0   |        | 53-19 |
| Олимпийские игры             |       |               |               |       |               |               |               |               |       |        |       |
| Летняя олимпиада             | -     | Не проводился | Не проводился | -     | Не проводился | Не проводился | Не проводился | Не проводился | 1/4   | 0 / 1  | 3-1   |
| Итоговые турниры             |       |               |               |       |               |               |               |               |       |        |       |
| Итоговый турнир WTA          | -     | -             | -             | -     | 1/4           | 1/2           | -             | НП            | -     | 0 / 2  | 1-2   |

| Турнир                       | 2012  | 2013          | 2014          | 2018          | 2021  | Итог  | В/П за карьеру |
| ---------------------------- | ----- | ------------- | ------------- | ------------- | ----- | ----- | -------------- |
| Турниры Большого шлема       |       |               |               |               |       |       |                |
| Открытый чемпионат Австралии | 1Р    | 1Р            | 2Р            | -             | -     | 0 / 3 | 1-3            |
| Открытый чемпионат Франции   | -     | 1Р            | -             | -             | -     | 0 / 1 | 0-1            |
| Уимблдонский турнир          | -     | 1/4           | 3Р            | 1Р            | -     | 0 / 3 | 3-3            |
| Открытый чемпионат США       | -     | 2Р            | 1/4           | -             | -     | 0 / 2 | 3-2            |
| Итог                         | 0 / 1 | 0 / 4         | 0 / 3         | 0 / 1         | 0 / 0 | 0 / 9 |                |
| В/П в сезоне                 | 0-1   | 4-4           | 3-3           | 0-1           | 0-0   |       | 7-9            |
| Олимпийские игры             |       |               |               |               |       |       |                |
| Летняя олимпиада             | -     | Не проводился | Не проводился | Не проводился | III   | 0 / 1 | 2-1            |

## История результатов матчей на выигранных турнирах Большого шлема
Открытый чемпионат Франции-2019
| Стадия  | Соперник (посев)    | Рейтинг | Счёт           |
| 1 раунд | Джессика Пегула     | 72      | 6-3 6-3        |
| 2 раунд | Даниэль Коллинз     | 36      | 7-5 6-1        |
| 3 раунд | Андреа Петкович     | 69      | 6-3 6-1        |
| 4 раунд | София Кенин         | 35      | 6-3 3-6 6-0    |
| 1/4     | Мэдисон Киз (14)    | 14      | 6-3 7-5        |
| 1/2     | Аманда Анисимова    | 51      | 6-7(4) 6-3 6-3 |
| Финал   | Маркета Вондроушова | 38      | 6-1 6-3        |

Уимблдон-2021
| Стадия  | Соперник (посев)          | Рейтинг | Счёт           |
| 1 раунд | Карла Суарес Наварро (PR) | 138     | 6-1 6-7(1) 6-1 |
| 2 раунд | Анна Блинкова             | 89      | 6-4 6-3        |
| 3 раунд | Катерина Синякова         | 64      | 6-3 7-5        |
| 4 раунд | Барбора Крейчикова (14)   | 17      | 7-5 6-3        |
| 1/4     | Айла Томлянович           | 75      | 6-1 6-3        |
| 1/2     | Анжелика Кербер (25)      | 28      | 6-3 7-6(3)     |
| Финал   | Каролина Плишкова (8)     | 13      | 6-3 6-7(4) 6-3 |

Открытый чемпионат Австралии-2022
| Стадия  | Соперник (посев)     | Рейтинг | Счёт       |
| 1 раунд | Леся Цуренко (Q)     | 119     | 6-0 6-1    |
| 2 раунд | Лючия Бронцетти (Q)  | 142     | 6-1 6-1    |
| 3 раунд | Камила Джорджи (30)  | 33      | 6-2 6-3    |
| 4 раунд | Аманда Анисимова     | 60      | 6-4 6-3    |
| 1/4     | Джессика Пегула (21) | 21      | 6-2 6-0    |
| 1/2     | Мэдисон Киз          | 51      | 6-1 6-3    |
| Финал   | Даниэль Коллинз (27) | 30      | 6-3 7-6(2) |

Открытый чемпионат США-2018 (с Коко Вандевеге)
| Стадия  | Соперницы (посев)                              | Рейтинг  | Счёт              |
| 1 раунд | Ван Цян Ван Яфань                              | 127 / 79 | 6-3 6-0           |
| 2 раунд | Моника Адамчак Дезире Кравчик                  | 54 / 74  | 6-2 7-5           |
| 3 раунд | Андреа Сестини Главачкова Барбора Стрыцова (3) | 6 / 9    | 6-3 6-3           |
| 1/4     | Ирина Хромачёва Далила Якупович                | 55 / 50  | 6-2 6-3           |
| 1/2     | Барбора Крейчикова Катерина Синякова (1)       | 5 / 2    | 6-4 7-6(6)        |
| Финал   | Тимея Бабош Кристина Младенович (2)            | 1 / 8    | 3-6 7-6(2) 7-6(6) |